# Cavour (estación)
Cavour es una estación de la línea B del Metro de Roma. Se encuentra en Via Cavour, de la cual recibe el nombre (en honor al estadista y político italiano Camillo Benso, conde de Cavour), intersectada con la Via dei Fori Imperiali.
En su entorno se encuentran los Foros imperiales, el Palazzo Koch (sede de la Banca d'Italia), la Facultad de Ingeniería de la Universidad de Roma La Sapienza, el barrio de La Subura, y las basílicas de Santa María la Mayor, San Pietro in Vincoli, Santi Silvestro e Martino ai Monti, Santa Práxedes y Santa Pudenciana.